# Kim Dong-hyeon
Đây là một tên người Triều Tiên, họ là Kim.
Kim Dong-hyeon (tiếng Hàn: 김동현; sinh ngày 14 tháng 7 năm 1994) là một cầu thủ bóng đá Hàn Quốc thi đấu ở vị trí tiền vệ cho Chennai City ở I-League.

## Sự nghiệp
Heo gia nhập đội bóng K League Classic Pohang Steelers vào tháng 1 năm 2016.
Vào tháng 2 năm 2018 anh gia nhập câu lạc bộ I-League Chennai City để thay thế cho Aman Talantbekov.
—Kim on joining Chennai City
Anh ra mắt trong trận hòa 0-0 trước Mohun Bagan.